# Rock of the Westies
Rock of the Westies — музичний альбом Елтона Джона. Виданий 1975 року лейблами MCA Records і DJM Records. Загальна тривалість композицій становить 43:39. Альбом відносять до напрямків поп, рок.

## Список композицій
1. Medley (Yell Help/Wednesday Night/Ugly) — 6:13
2. Dan Dare — 3:30
3. Island Girl — 3:42
4. Grow Some Funk of Your Own — 4:43
5. I Feel Like a Bullet (In the Gun of Robert Ford) — 5:28
6. Street Kids — 6:23
7. Hard Luck Story — 5:10
8. Feed Me — 4:00
9. Billy Bones and the White Bird — 4:24

### Бонус-треки (перевидання 1996 CD, USA)
1. Planes — 4:31
2. Sugar on the Floor — 4:31

### Бонус-треки (перевидання 1996 CD, UK)
1. Don't Go Breaking My Heart (дует з Kiki Dee) — 4:28